# As Pastorinhas (canção)
“As Pastorinhas” é uma marcha carnavalesca brasileira composta por Braguinha, com letra de Noel Rosa, lançada em 1934. A canção foi inspirada nos desfiles do folguedo conhecido como pastorinhas, típico do ciclo natalino brasileiro. Tornou-se um clássico do carnaval carioca e da música popular brasileira.

## Contexto histórico e origem
O termo pastorinhas refere-se a manifestações folclóricas de origem portuguesa que encenam a jornada pastoral até o presépio, com cantos e danças típicas. No início da década de 1930, simultaneamente ao crescimento de blocos carnavalescos no Rio de Janeiro, Braguinha, então estudante de arquitetura, buscava criar uma composição que lembrasse o ritmo dessas apresentações populares.
Em 1934, Braguinha apresentou a primeira versão chamada “Linda Pequena”, interpretada por João Petra de Barros. Posteriormente, com intervenção de Noel Rosa, a letra passou a se chamar “As Pastorinhas” e foi interpretada por Silvio Caldas.

## Gravações e difusão
- A versão original “Linda Pequena” foi gravada por João Petra de Barros em 1933–1934.[3]
- Silvio Caldas popularizou a versão com o título definitivo “As Pastorinhas”, que se tornou referência no repertório de Carnaval[4]

A canção foi registrada em diversos álbuns e coletâneas da MPB, como “50 Anos de Orquestra Tabajara” (1984), “Braguinha – João de Barro – 100 Anos de Alegria” (2006) e outros